# Luntershoek
Luntershoek of Sasdijk is een buurtschap in de gemeente Hulst, in de Nederlandse provincie Zeeland. De in de regio Zeeuws-Vlaanderen gelegen buurtschap bevindt zich ten zuiden van het dorp Vogelwaarde en ten noordwesten van de stad Hulst. Luntershoek bestaat uit lintbebouwing aan de Sasdijk en de Sasdijkweg. De buurtschap bestaat uit een tiental woningen en enkele boerderijen.
Bij de buurtschap ligt de voormalige batterij Luntershoek, vroeger ook wel Luttershoek. Naar deze batterij is de buurtschap vernoemd. De Sasdijk dankt haar naam aan de Hulsterse Sassing, een sluis (of sas) die hier werd aangelegd om de toegang van Hulst tot de Westerschelde via de Oude Vaart of Moervaart en de zeearm het Hellegat te verbeteren. In 1821 werd de sluis buiten gebruik genomen, omdat het Hellegat verlandde. De kreek van het direct ten zuiden van Luntershoek gelegen natuurgebied "Groot Eiland" is nog een overblijfsel van deze zeearm.
De postcodes van de buurtschap zijn 4581, de postcode van Vogelwaarde en 4561, een postcode van Hulst.
Stad: Hulst

Dorpen: Clinge · Graauw · Heikant · Hengstdijk · Kapellebrug · Kloosterzande · Kuitaart · Lamswaarde · Nieuw-Namen · Ossenisse · Sint Jansteen · Terhole · Vogelwaarde · Walsoorden

Buurtschappen: Absdale · Baalhoek · Boschkapelle · Catalijnenweg · Delft · Drie Hoefijzers · Duivenhoek · De Eek · Emmadorp · Fluitershoek · Groenendijk · Halfeind · Hoefkesdijk · Hoek en Bosch · 't Hoekje · 't Jagertje · Kalverdijk · Kampen · Kamperhoek · Keizerrijk · De Knapaf/Droogedijk · Knuitershoek · Koelewei · Koningsdijk · De Kraai · Krabbenhoek · Kreverhille · Kruisdorp · Kruispolderhaven · Kruisweg · Het Lammetje · Luntershoek · Margret · Margretschedijk · Molenhoek · Molenhoek · Muggenhoek (deels) · Noordstraat · Het Oliekot · Oostdijk · Ossenhoek · Oude Kaai · Oudemolen · Oude Stoof · Paal · Patrijzendijk · Patrijzenhoek · Pauluspolder · Perkpolder · Prosperdorp · De Rape · Roskam · Roverberg · Ruischendegat · Rustwat · Saswijk · Schapershoek · Scheldevaartshoek · Schuddebeurs · Sluis/Drie Gezusters · Statenboom · Stoppeldijk (Rapenburg) · Stoppeldijkveer (deels) · Strooienstad · Tasdijk · Tivoli · Tragel · Verkorting · Vijfhoek · Vogelfort · Walenhoek · Zandberg · Zeedorp · Zeegat

Historische plaatsen: Boerenmagazijn · Eekenissepolder · Klein Kuitaart · Vitshoek

Zeeland: Steden en dorpen in Zeeland      Nederland: Provincies · Gemeenten